# Севано-Разданский каскад
Севано-Разданский каскад (Севан-Разданский каскад гидроэлектростанций, Севанский каскад) — комплекс гидроэлектростанций, размещённых на реке Раздан, в Армении. Каскад состоит из 8 ГЭС, из них шесть на Раздане и две на отходящем от Раздана Арташатском ирригационном канале.

## История строительства и эксплуатации
Создание каскада началось в 1923 году с началом строительства малой Ереванской ГЭС на отходящем от Раздана Арташатском ирригационном канале. В 1932 году на нём же была построена Ереванская ГЭС-2. В 1931 году была составлена схема использования вод озера Севан, подразумевающая постепенное снижение уровня озера на 50 м; при этом, площадь озера значительно сокращалась, что позволило бы использовать для нужд ирригации (с попутной выработкой электроэнергии) значительные объёмы воды, испаряющиеся с зеркала озера (среднегодовой сток Раздана в этом случае увеличился бы примерно в 14 раз). Проект был принят к реализации — началось строительство ирригационных систем, а также Канакерской ГЭС на Раздане, пущеной в 1936 году. С 1933 года через углубленное русло Раздана начался постепенный спуск озера. В 1940 году было начато строительство головной ГЭС каскада — Севанской, приостановленное на время Великой Отечественной войны. Севанская ГЭС была пущена в 1949 году, Гюмушская (наиболее мощная ГЭС каскада) — в 1953 году, Арзнинская ГЭС — в 1953 году, Ереванская ГЭС-3 — в 1955 году, Атарбекянская ГЭС — в 1959 году, Ереванская ГЭС-1 — в 1962 году; также, в 1960-х годах планировалось строительство ещё трёх ГЭС (Верхне-Аргавандской, Нижне-Аргавандской и Норагавитской), однако данные станции построены не были.

Карта Севан-Разданского ирригационного комплекса Армянской ССР, 1961 г.

Снижение уровня озера (при одновременно возрастающем его загрязнении) привело к возникновению ряда экологических проблем, в результате чего в 1958 году было принято решение отказаться от форсированного спуска озера. Сбросы из озера были сильно снижены и привязаны к потребностям ирригации, в результате чего выработка на ГЭС Севано-Разданского каскада существенно снизилась. Для восполнения запасов воды в озере, в 1961 году было принято решение о строительстве тоннеля для переброски части стока реки Арпа в Севан. Строительство данного тоннеля длиной 48,3 км было завершено в 1981 году, после чего было начато строительство тоннеля Воротан-Арпа длиной 21,7 км, завершённое в 2003 году. После пуска тоннеля уровень озера, упавший к середине 1980-х годов на 18,5 м, стал постепенно расти.
ГЭС Севано-Разданского каскада сыграли большую роль в развитии экономики Армении в 1930—1960-х годах. С 1953 по 1966 год на каскаде ежегодно вырабатывалось более 1 млрд.кВт·ч. электроэнергии, максимум выработки был достигнут в 1951 году — 2,542 млрд.кВт·ч. В 1970—1980-х годах выработка каскада варьировалась в пределах 500—800 млн.кВт·ч. в год. 
В 1992 году Армения стала испытывать резкий дефицит электроэнергии, т.к. Армянская АЭС была остановлена с 1988 года, а тепловые электростанции испытывали острый дефицит поставок топлива. В этих условиях, выработка ГЭС каскада была резко увеличена, достигнув максимума в 1993 году — 2,838 млрд.кВт·ч, за что пришлось заплатить снижением уровня озера Севан на 1,15 м за 1992—1994 годы. С 1995 года, после завершения войны и пуска Армянской АЭС, выработка на ГЭС каскада была резко снижена, уровень озера вновь начал расти.
В 1995 году в результате схода оползня и затопления станции селевыми потоками была выведена из строя самая мощная ГЭС каскада — Аргельская. Ликвидация последствий аварии была окончательно завершена лишь в 2006 году. 

## Финансовые аспекты
С 2003 года ГЭС каскада находятся в собственности ЗАО «Международная энергетическая корпорация» (МЭК), 90 % акций которого было передано российскому ОАО «Интер РАО ЕЭС» в счет погашения долга за поставленное на Армянскую АЭС ядерное топливо. 
24 марта 2011 года собственником данного пакета акций стало ОАО «РусГидро».
5 декабря 2019 года группа компаний «Ташир» приобрела весь пакет акций МЭК у РусГидро.. Окончательно сделка была закрыта в марте 2020 года.

## Конструкция
Конструктивно все ГЭС каскада построены по деривационной схеме, преимущественно с безнапорной деривацией, представленной как каналами, так и тоннелями. Здания Севанской и Арзнинской ГЭС расположены под землей. Статус Ереванской ГЭС-II не выяснен, остальные 7 ГЭС находятся в работоспособном состоянии. 
По данным 2012 года ГЭС каскада обеспечивали 10-12 % выработки электроэнергии Армении (среднегодовая выработка порядка 500 млн.кВт·ч). Совокупная установленная мощность ГЭС каскада составляет 559,4 МВт, рабочая мощность — 549,2 МВт.
| Характеристики ГЭС Севан-Разданского каскада,             |               |                                                               |               |           |                           |                          |                          |                             |
| Название ГЭС                                              | Мощность, МВт | Среднемноголетняя выработка, млн кВт·ч, проектная/современная | Тип ГЭС       | Напор, м  | Количество гидроагрегатов | Год начала строительства | Год пуска первой турбины | Год окончания строительства |
| Севанская 40°33′17″ с. ш. 44°57′55″ в. д.                 | 34,2          | 130/15                                                        | деривационная | 60,3/42,5 | 3                         | 1940                     | 1949                     |                             |
| Разданская (Атарбекянская)40°30′29″ с. ш. 44°45′39″ в. д. | 81,6          | 375/40                                                        | деривационная | 136,5     | 2                         |                          | 1959                     |                             |
| Аргельская (Гюмушская) 40°22′44″ с. ш. 44°36′28″ в. д.    | 224           | 870/200                                                       | деривационная | 285       | 4                         |                          | 1953                     |                             |
| Арзнинская 40°17′48″ с. ш. 44°35′18″ в. д.                | 70,6          | 300/80                                                        | деривационная | 118       | 3                         |                          | 1956                     |                             |
| Канакерская 40°13′14″ с. ш. 44°31′06″ в. д.               | 100 (102)     | 425/110                                                       | деривационная | 169       | 6                         |                          | 1936                     |                             |
| Ереванская ГЭС-I 40°11′22″ с. ш. 44°29′55″ в. д.          | 44            | 210/50                                                        | деривационная | 90,8      | 2                         | 1957                     | 1962                     | 1962                        |
| Ереванская ГЭС-III40°09′51″ с. ш. 44°30′03″ в. д.         | 5,0           | 10/5                                                          | деривационная | 37        | 1                         | ?                        | 1955                     | 1955                        |

## Гидроэлектростанции каскада

### Севанская ГЭС
В некоторых источниках имеет название Озёрная ГЭС. Головная станция каскада, обеспечивающая водозабор из озера Севан. Проектная мощность ГЭС — 34,2 МВт, фактическая — 24 МВт. Строительство ГЭС началось в 1940 году, однако с началом Великой Отечественной войны было законсервировано и было возобновлено после окончания войны. Запущена в 1949 году. Представляет собой деривационную гидроэлектростанцию с подземным зданием ГЭС, плотин, водохранилищ и бассейнов регулирования не имеет.

### Разданская ГЭС
Ранее имела название Атарбекянская ГЭС. Является второй ступенью каскада. Мощность ГЭС — 81,6 МВт. Первый гидроагрегат пущен в 1959 году, таким образом данная ГЭС является одной из самых молодых в каскаде. Представляет собой классическую деривационную ГЭС с безнапорной деривацией, плотин, водохранилищ и бассейнов регулирования не имеет. Выдача электроэнергии производится через ОРУ 330/220/110кВ, являющегося узловой подстанцией энергетической системы Армении.

### Аргельская ГЭС
Ранее имела название Гюмушская ГЭС. Является третьей ступенью каскада. Мощность ГЭС — 224 МВт, самая мощная ГЭС каскада и Армении. Аргельская ГЭС, благодаря своей мощности и наличию запасов воды в водохранилище и бассейне суточного регулирования имеет стратегическое значение для армянской энергосистемы, осуществляя регулирование частоты в энергосистеме, а также снятие пиков нагрузок. Кроме того, ГЭС обеспечивает прямое энергоснабжение собственных нужд Армянской АЭС, повышая её надежность. Первый гидроагрегат пущен в 1953 году. В мае 1995 года в районе станции произошел оползень, вызвавший затопление здания ГЭС, что привело к необходимости проведения продолжительных и дорогостоящих восстановительных работ.

### Арзнинская ГЭС
В ряде источников имеет название Арзнийская ГЭС. Является четвертой ступенью каскада. Мощность ГЭС — 70,6 МВт. Первый гидроагрегат пущен в 1956 году. Представляет собой деривационную ГЭС с безнапорной деривацией, головным водохранилищем и подземным зданием ГЭС.

### Канакерская ГЭС
Носит имя И. О. Тер-Аствацатряна, является пятой ступенью каскада. Одна из старейших гидроэлектростанций в Армении — первый гидроагрегат пущен в 1936 году. Современная мощность ГЭС — 100 МВт, ранее имела мощность 102 МВт (вторая по мощности станция Севан-Разданского каскада). Расположена в черте города Ереван. Станция имеет стратегическое значение, обеспечивая водой Ереван, а также осуществляя работу в пиковой части графика работы энергосистемы. Конструктивно представляет собой деривационную гидроэлектростанцию с головным узлом, бассейном суточного регулирования и наземным зданием ГЭС.

### Ереванская ГЭС-I
На момент строительства (и до 1970-х годов как минимум), имела название Ереванская ГЭС № 3 или просто Ереванская ГЭС. Название Ереванская ГЭС № 1 имела малая ГЭС, введённая в эксплуатацию в 1926 году. Гидроэлектростанция расположена в центральной части города Ереван, имеет стратегическое значение, обеспечивая энергоснабжение центра города, включая правительственные здания и метрополитен. Последняя по времени пуска ГЭС Севано-Разданского каскада (пущена в 1962 году), является его пятой ступенью. Конструктивно представляет собой деривационную гидроэлектростанцию с головным водохранилищем, напорной тоннельной деривацией и наземным зданием ГЭС.
В настоящее время, реализуется программа реконструкции ГЭС, включающая в себя замену гидротурбин, генераторов, трансформаторов, электрооборудования ГЭС, капитальный ремонт головного узла и деривации. После реконструкции, мощность каждого агрегата должна увеличится на 1,5—1,8 МВт. Кроме того, на территории станции планируется строительство малой ГЭС мощностью 4—4,5 МВт.

### Ереванская ГЭС-II
В ряде источников — Ереванская ГЭС № 2. Введена в строй в 1932 году. Малая ГЭС деривационного типа на Арташатском ирригационном канале. Мощность ГЭС — 2,4 МВт, среднегодовая выработка — 18 млн.кВт·ч. В здании ГЭС установлен 1 гидроагрегат, работающий на напоре 19 м. По состоянию на 1970-е годы, станция числилась в числе действующих, в настоящее время выведена из эксплуатации.

### Ереванская ГЭС-III

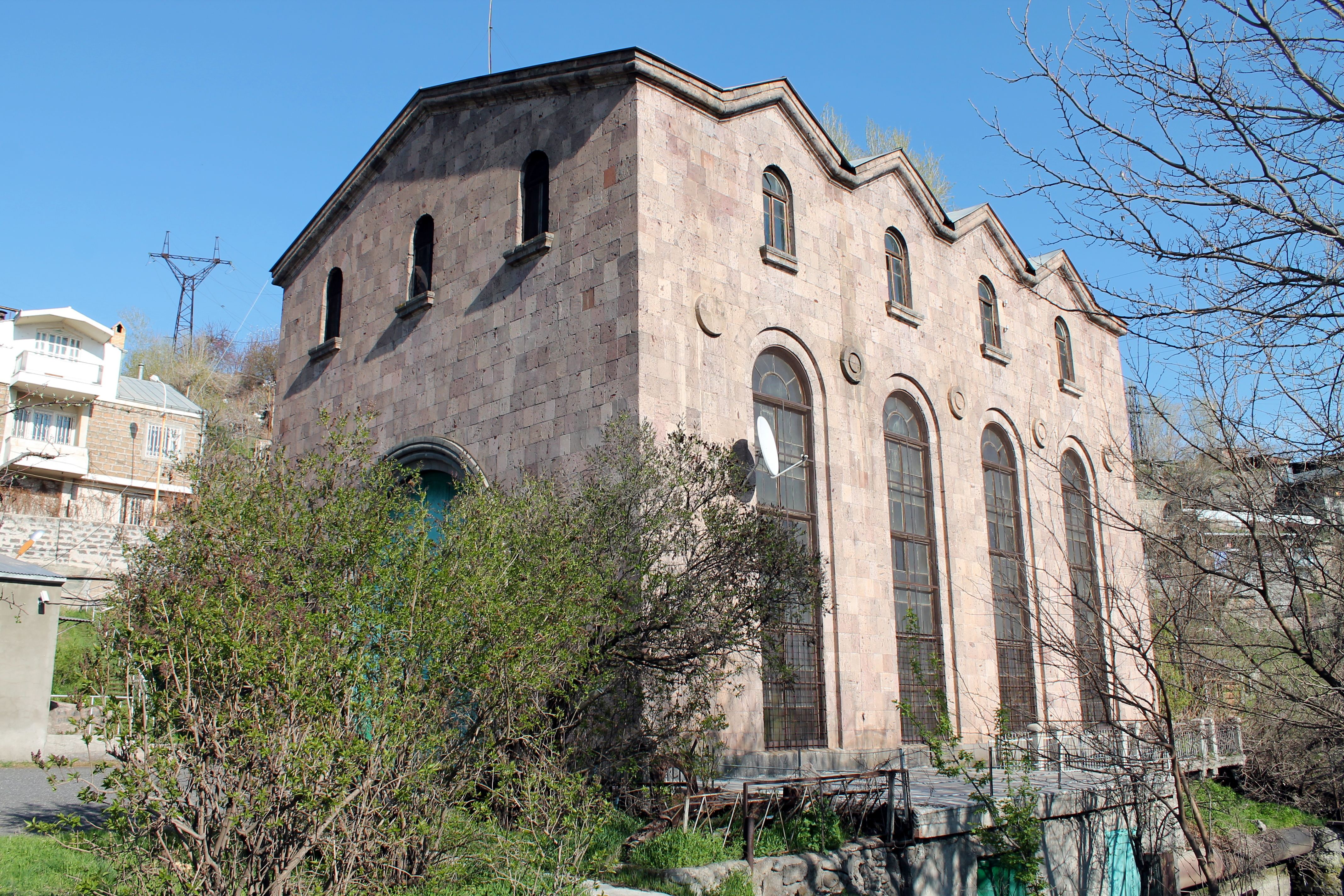
Ереванская ГЭС-3

Расположена на Арташатском ирригационном канале в черте города Ереван. Конструктивно представляет собой деривационную гидроэлектростанцию с наземным зданием ГЭС.
Имеет мощность 5 МВт, среднегодовую выработку 10 млн.кВт·ч, в здании ГЭС установлен один вертикальный радиально-осевой гидроагрегат, работающий при расчётном напоре 37 м. Турбина производства Уральского завода гидромашин, генератор ВГC 325/49-20 завода «Уралэлектроаппарат». Выдача электроэнергии осуществляется на напряжении 6 кВ. Запущена в 1955 году.
Существовала также еще одна Ереванская ГЭС, первая по времени пуска ГЭС Севано-Разданского каскада и старейшая ГЭС Армении — строительство станции началось в 1923 году, первая очередь пущена в мае 1926 года, вторая — в 1929 году. Станция имела мощность 5,1 МВт, среднегодовую выработку 30 млн.кВт·ч., 2 гидроагрегата, работающих при напоре 50 м. Выведена из эксплуатации после пуска Ереванской ГЭС-I.